# 長沙灣魚類批發市場

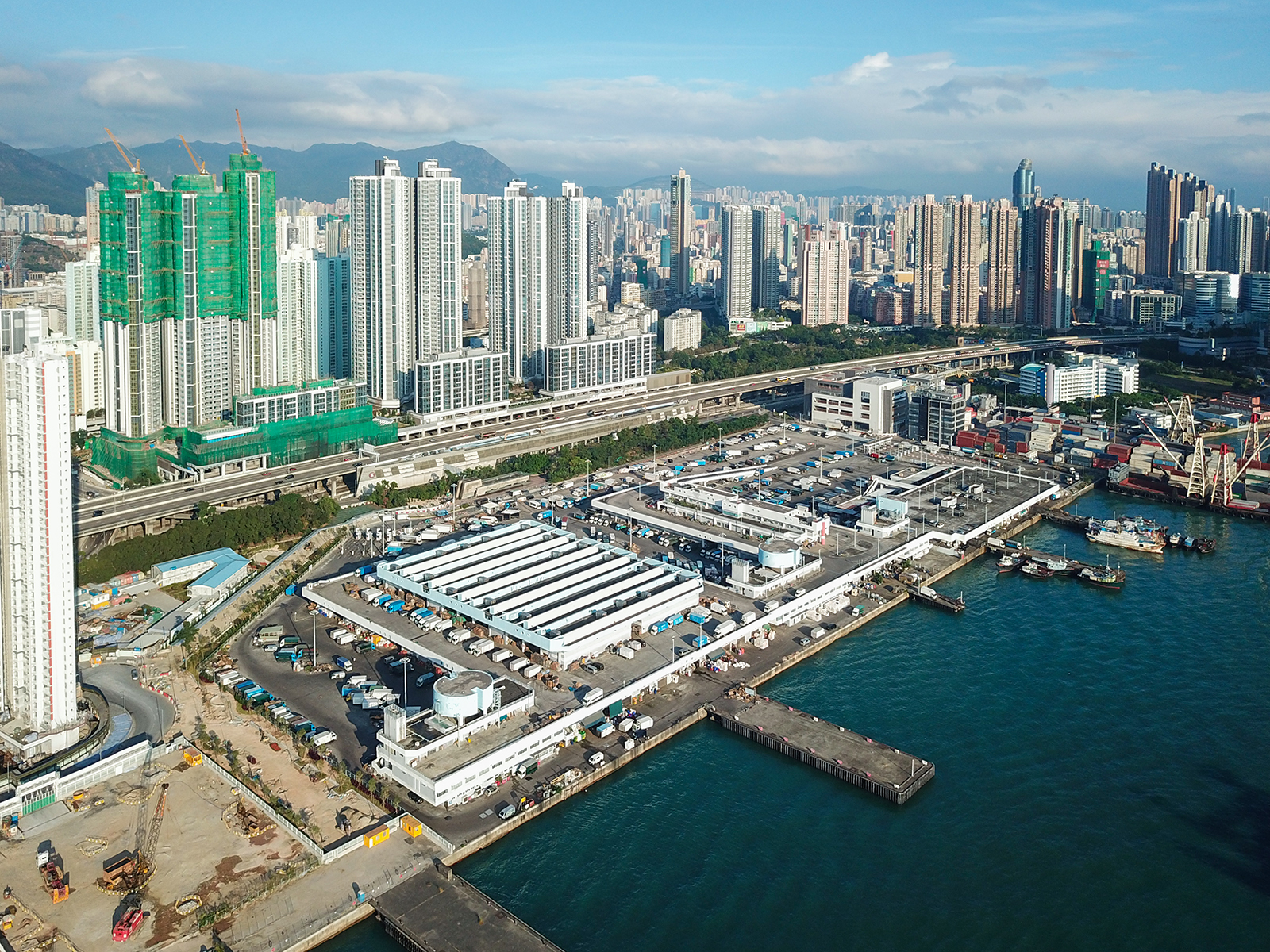
遠眺長沙灣魚類批發市場 (2018年)

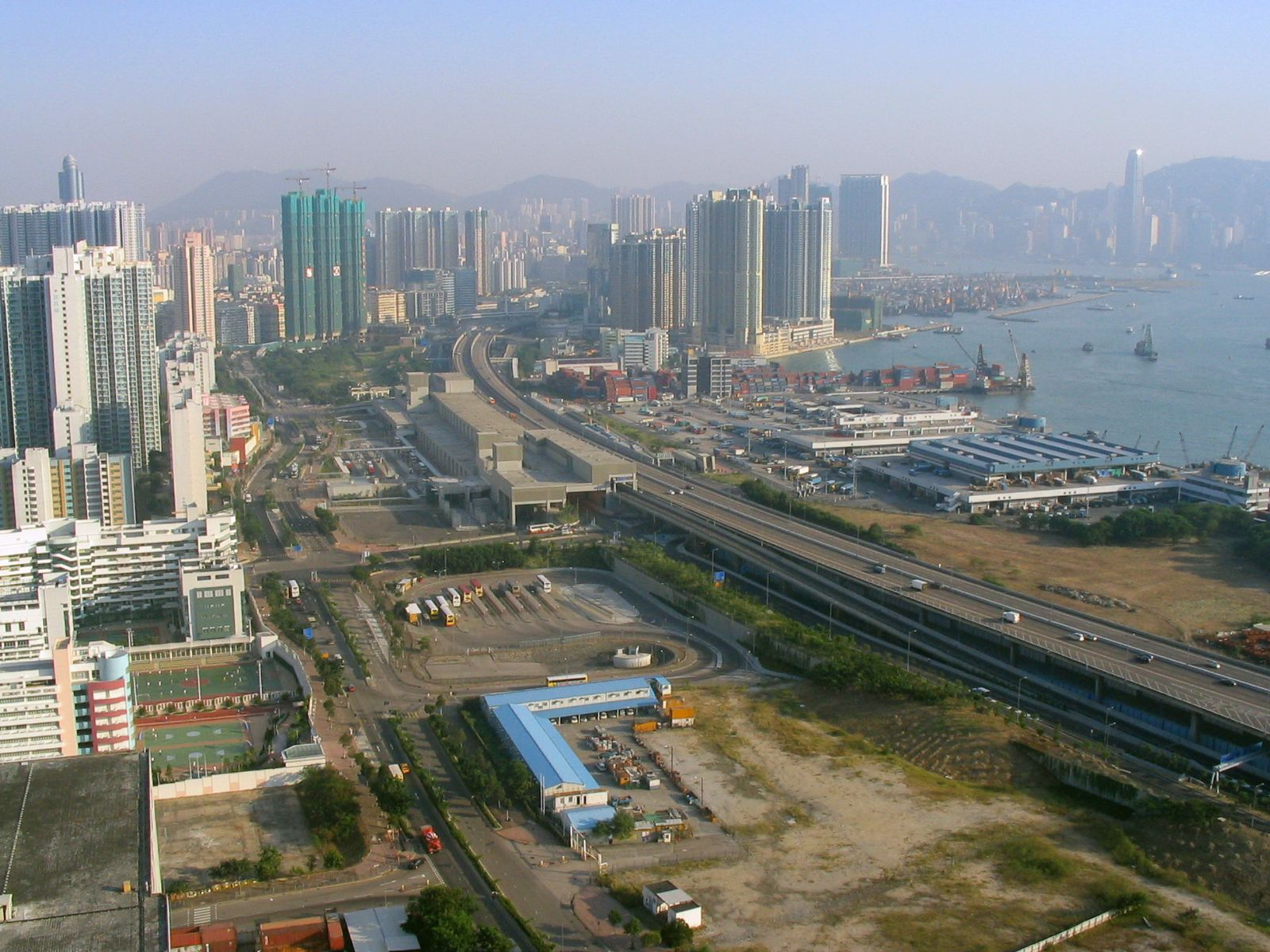
遠眺長沙灣魚類批發市場 (2004年)

長沙灣魚類批發市場（英語：Cheung Sha Wan Wholesale Fish Market，簡稱長沙灣魚市場）是香港魚類統營處轄下的魚類批發市場，位於九龍西長沙灣岸邊，長沙灣副食品批發市場以南，鄰近凱樂苑，地址為欽州街西38號。
長沙灣魚類批發市場於1991年至94年因西九龍填海工程遷至現址，鄰近港鐵南昌站，與昂船洲僅為一海之隔。
長沙灣魚類批發市場佔地約12,000平方米，除了批銷海鮮和冰鮮海魚這個主要用途之外，還有海水供應服務。